# 闵桥镇
闵桥镇，是中华人民共和国江苏省淮安市金湖县下辖的一个乡镇级行政单位。

## 行政区划
闵桥镇下辖以下地区：
古镇社区、庙沟社区、闵桥社区、双庙村、药王村、太平村、甫坝村、施尖村、金桥村、小桥村和横桥村。